# Мерсер (округ, Пенсільванія)
Шаблон:StateAbbr_ 41°19′ пн. ш. 80°15′ зх. д. / 41.31° пн. ш. 80.25° зх. д.
Округ  Мерсер (англ. Mercer County) — округ (графство) у штаті  Пенсільванія, США. Ідентифікатор округу 42085.

## Історія
Округ утворений 1803 року.

## Демографія
За даними перепису 
2000 року 
загальне населення округу становило 120293 осіб, зокрема міського населення було 62469, а сільського — 57824.
Серед мешканців округу чоловіків було 58523, а жінок — 61770. В окрузі було 46712 домогосподарства, 32387 родин, які мешкали в 49859 будинках.
Середній розмір родини становив 2,96.
Віковий розподіл населення поданий у таблиці:
| Стать    | До 15 років | 15-21 | 22-29 | 30-39 | 40-49 | 50-65 | 65-85 | Понад 85 |
| -------- | ----------- | ----- | ----- | ----- | ----- | ----- | ----- | -------- |
| Чоловіки | 11745       | 6554  | 4966  | 7805  | 9208  | 9393  | 8131  | 721      |
| Жінки    | 11124       | 5835  | 5061  | 7752  | 9189  | 9921  | 10971 | 1917     |

## Суміжні округи
- Кроуфорд — північ
- Венанго — схід
- Батлер — південний схід
- Лоуренс — південь
- Магонінг, Огайо — південний захід
- Трамбалл, Огайо — захід

## Виноски
1. ↑  U.S. Decennial Census. United States Census Bureau. Архів оригіналу за 26 квітня 2015. Процитовано 9 березня 2015.
2. ↑  Historical Census Browser. University of Virginia Library. Архів оригіналу за 11 серпня 2012. Процитовано 9 березня 2015.
3. ↑  Forstall, Richard L., ред. (24 березня 1995). Population of Counties by Decennial Census: 1900 to 1990. United States Census Bureau. Архів оригіналу за 20 березня 2015. Процитовано 9 березня 2015.
4. ↑  Census 2000 PHC-T-4. Ranking Tables for Counties: 1990 and 2000 (PDF). United States Census Bureau. 2 квітня 2001. Архів оригіналу (PDF) за 18 грудня 2014. Процитовано 9 березня 2015.
5. ↑  State & County QuickFacts. United States Census Bureau. Архів оригіналу за 6 червня 2011. Процитовано 20 листопада 2013.(англ.) Наведено за англійською вікіпедією.
6. ↑  American FactFinder. Бюро перепису населення США. Архів оригіналу за 26 лютого 2012. Процитовано 31 січня 2008.

| США | Це незавершена стаття з географії США. Ви можете допомогти проєкту, виправивши або дописавши її. |